# Literatura LGBT de Panamá
La literatura LGBT de Panamá, entendida como literatura escrita por autores panameños que involucre tramas o personajes que pertenezcan o se relacionen con la diversidad sexual, cuenta con una tradición mucho menos extensa que la de países cercanos como Costa Rica y Colombia. Entre las razones para esta diferencia se encuentra el temor de escritores a publicar obras con temáticas LGBT en una sociedad en que la homosexualidad continúa siendo vista desde el tabú y los prejuicios. No obstante, en los últimos años ha aumentado el interés hacia las obras que exploran la diversidad sexual y ha surgido una nueva generación de escritores que escriben abiertamente sobre el tema.
A lo largo de gran parte del siglo XX, la mayoría de las veces en que se representaba la homosexualidad en la literatura panameña era por medio de personajes masculinos cargados de estereotipos y con características tradicionalmente consideradas como femeninas. Esto empezó a cambiar con obras como De parte interesada (1972), poemario homoerótico de Agustín Del Rosario que se convirtió en la primera obra con temáticas LGBT en recibir un premio nacional. Otros poetas abiertamente LGBT de la época fueron Juan Dal Vera, Roberto McKay y Bertalicia Peralta.
Del lado de la narrativa, aparecieron obras como El ahogado (1957), de Tristán Solarte, y el trabajo cuentístico realizado por Enrique Jaramillo Levi a partir de la década de 1970. Otra obra que destacó a finales del siglo XX fue la pieza teatral De mangos y albaricoques, que le valió a Javier Stanziola el Concurso Nacional de Literatura Ricardo Miró en 1996 y en la que explora la vida un joven homosexual que emigra fuera del país.
El siglo XXI trajo una nueva generación de escritores abiertamente LGBT que empezaron a expresar ideas relacionadas con la diversidad sexual en sus obras de forma más abierta. Entre ellos destacó Javier Alvarado, poeta ganador de varios premios internacionales de literatura. En la narrativa han surgido obras como Hombres enlodados (2013), de Javier Stanziola, mientras que en la no ficción se cuenta a académicos como Juan Ríos Vega.

## SigloXX

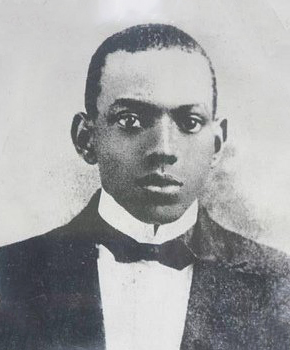
Gaspar Octavio Hernández en 1918.

Durante las primeras décadas del siglo XX, la diversidad sexual era una característica ocultada por la sociedad panameña, lo que dificulta encontrar pruebas contundentes que confirmen la homosexualidad de algún escritor local de la época. Sin embargo, circularon rumores sobre la orientación sexual de figuras como el poeta Gaspar Octavio Hernández. Académicos como Luis Wong Vega han hallado en la poesía de Hernández señales de una ambigüedad personal aunada a una fuerte tristeza, aunque sin claridad sobre la razón específica.
El primer escritor panameño de quien se tiene seguridad de haber sido LGBT fue José María Vásquez, un poeta poco conocido en la actualidad originario de Colón. Vásquez expresó su sexualidad en varios de sus poemas, la mayoría de los cuales fueron quemados tras su muerte por su familia debido al rechazo que sentían a la presencia de contenido homoerótico en los mismos. De entre los que sobrevivieron se cuentan algunos como «Versos, versos raros», escrito en la década de 1930 y que incluye los siguientes versos:

Versos,
Versos raros
Como mi vida
Enferma del mismo mal que inmortalizó a Verlaine
Fragante manojo de versos
Arrancados de mis rosales internos,
Plenos de sol,
De juventud
De indiferencia
Y de gloria.

A mediados del siglo destaca la figura del poeta Edison Simmons, escritor abiertamente homosexual que se trasladó a París a una edad temprana y que entre sus obras notables cuenta al poema «Oda al Brown» (en referencia al boxeador homosexual Panamá Al Brown). También de mediados del siglo XX fue la novela negra El ahogado (1957), de Tristán Solarte, considerada un clásico literario y cuyo protagonista es un hombre bisexual llamado Rafael identificado hoy en día como uno de los personajes LGBT más notorios de la literatura panameña.
Los últimos años de la década de 1960 vieron la aparición de un círculo de poetas educados en la Universidad de Panamá que abiertamente asumieron su homosexualidad y abordaron la temática en sus obras, aunque de forma velada. El grupo estuvo conformado por: Agustín Del Rosario, Juan Dal Vera, Roberto McKay y Bertalicia Peralta. En 1972, Del Rosario ganó el Concurso Nacional de Literatura Ricardo Miró con el poemario De parte interesada, lo que lo convirtió en la primera obra literaria de contenido homoerótico en ganar un premio nacional de literatura. No obstante, su victoria fue controversial y vino acompañada de una marea de críticas de carácter homofóbico contra Del Rosario y su obra. El estilo de Del Rosario, que abordó en la obra el homoerotismo de forma sutil, puede percibirse en poemas como «Reencuentro VII», en el que dice:

Es bueno dormir con él descansando descansando
la cabeza sobre su pecho sintiendo la respiración debajo
como río subterráneo y su
mano rondando tus nalgas
haciendo arabescos una vez
y otra vez diciéndote
qué suave tienes la piel qué suave.

Bertalicia Peralta fue una de las primeras escritoras en abordar el homoerotismo femenino en su obra, lo que se refleja en versos como: «Cómo negar el encanto de esta mujer de labios finos entreabiertos», o en sus poemas titulados «Safo». De la misma época fue la escritora Bessy Reyna, cuya poesía también exploró el amor lésbico, aunque de forma mucho más ambigua en comparación con Peralta.
La década de 1970 trajo además una serie de cuentos de temática LGBT escritos por Enrique Jaramillo Levi e incluidos en sus obras Duplicaciones (1973), El búho que dejó de latir (1974) y Renuncia al tiempo (1975). Entre los relatos se encuentran: «El espectáculo», que cuenta la historia de tres mujeres unidas por un amante común que ha muerto; ellas deciden tener relaciones entre sí para enfrentar su pérdida; «Irma, regresa», en el que un hombre busca llenar el vacío dejado por su antigua amada entregándose a otro; y «Renuncia al tiempo», que narra una relación incestuosa entre dos primas que termina en tragedia cuando los celos llevan a una de ellas a asesinar a la otra. A pesar de la exploración del tema realizada por Jaramillo en estos cuentos, la homosexualidad es en general mostrada de forma negativa en los mismos y asociada con parafilias.
Otros poetas abiertamente LGBT que despuntaron en la época fueron: Pedro Correa Vásquez, Gustavo Batista y Euclides Meléndez. Aunque no trataron abiertamente la homosexualidad, Correa Vásquez estuvo involucrado en la promoción de poesía de autores LGBT en medios locales.
En 1996, Javier Stanziola impactó la escena literaria local al ganar el Concurso Nacional de Literatura Ricardo Miró por su obra teatral LGBT De mangos y albaricoques. La trama de la pieza sigue a un joven llamado Fabricio que abandona Panamá rumbo a Miami para vivir su homosexualidad sin miedo a que su familia se entere, pero que luego debe afrontar a su madre y su hermano cuando ambos lo visitan. Debido a su temática, la obra generó controversia en la época, pero la decisión de otorgarle el premio fue defendida por el dramaturgo venezolano Isaac Chocrón, quien fue parte del jurado y quien afirmó, en relación a De mangos y albaricoques: «Ya era tiempo que alguien escribiese una obra clara y raspada».
Del lado de las investigaciones académicas, durante el siglo XX existió poco interés en el área y las publicaciones al respecto se limitaron a tesis académicas de estudiantes universitarios, principalmente de la carrera de derecho. La más antigua fue «La Homosexualidad en el Derecho Comparado», publicada en 1982. Otros temas abordados fueron la criminología en relación a la homosexualidad y la prostitución masculina.

## SigloXXI

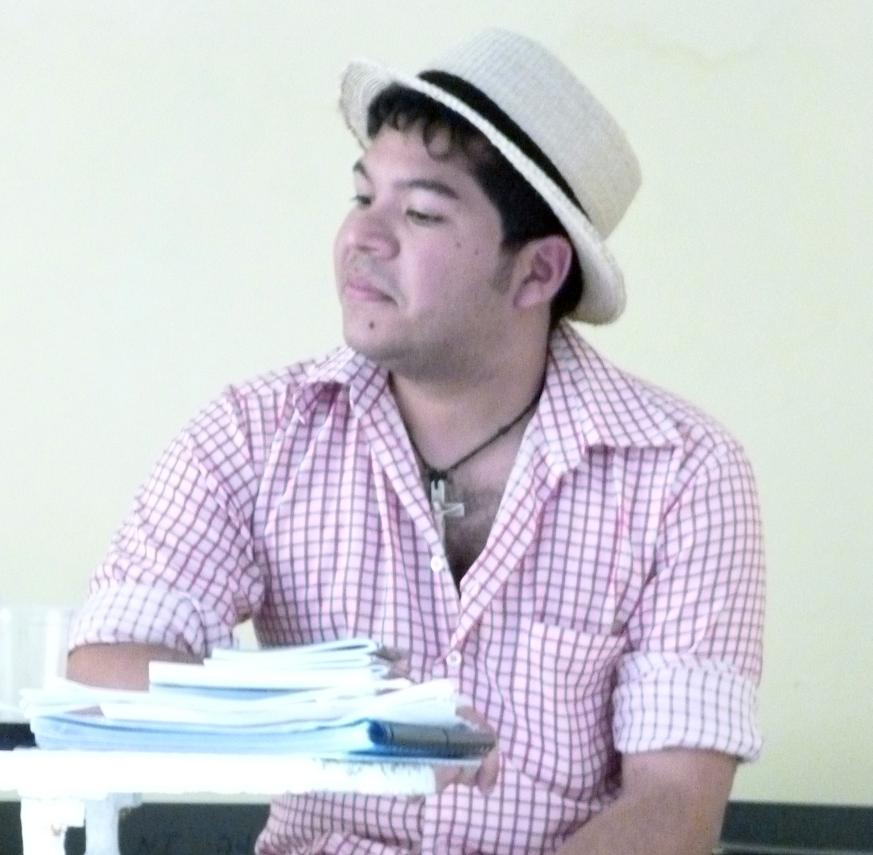
Javier Alvarado en 2013.

Con la llegada del nuevo siglo, aumentó el número de escritores LGBT panameños dispuestos a explorar la diversidad sexual en sus obras, aunque escritores pertenecientes a generaciones pasadas aún temían las repercusiones que podría tener sobre sus carreras. Entre los más notorios de la generación que emergió durante el cambio de siglo se cuenta a Javier Alvarado, poeta ganador de varios concursos literarios internacionales que asumió su orientación sexual desde su obra, como se puede apreciar en este fragmento del poema «La pintura al otro lado de la pared»:

He de ser un hada acomodándote los músculos del rostro
o un pequeño pedestal donde ha de dormir
tu cuerpo; puedes pensar de mí, un común homosexual
o una reprimida puta, tú puedes ser un cielo…

En la narrativa, autores como Enrique Jaramillo Levi continuaron retratando personajes pertenecientes a la diversidad sexual en su escritura, en obras como los libros de cuentos Para más señas (2005) y En un instante y otras eternidades (2006). Salas Fonseca, por su lado, describió las condiciones de vida que las personas LGBT panameñas padecían durante las décadas pasadas en su obra teatral La Madrid (2005), nombre de uno de los bares que acogían personas LGBT en el siglo XX.
En 2013, Javier Stanziola publicó la novela Hombres enlodados, que cuenta la historia de Jota Jota, un muchacho que vive en el Panamá de los años 1980 y que es discriminado por no acoplarse a los estándares de masculinidad de la época y ser fanático de actividades consideradas como femeninas, entre ellas los concursos de belleza. La novela ganó el Concurso Nacional de Literatura Ricardo Miró en la categoría de mejor novela del año.
Entre los poetas LGBT que han emergido en la escena literaria desde la década de 2010 se puede mencionar a escritores como Keylon Román, Wesleys Madrid, Reynaldo Daniel García y Rita Arosemena Peretz. Del lado de la literatura juvenil, personajes LGBT han aparecido en novelas como Nunca, nunca me sueltes (2019), de Linda Astwood.
A partir de la década de 2010, aumentó el interés por documentar académicamente las experiencias de las poblaciones LGBT panameñas. Entre los investigadores del tema destaca Juan Ríos Vega, que ha publicado investigaciones como «La Conciencia de la Mariposa Transnacional: Para Entender la Homosexualidad en Panamá» (2017),así como los libros Historias desde el Sexilio (2018) y Testimonios de LGBTIQ+ de Panamá (2023), que reúnen experiencias de distintas personas LGBT panameñas para abordar temas como la discriminación, identidad de género, terapias de conversión, abusos sexuales, rechazo por el VIH, entre otros. Otra académica en explorar el tema en su obra es la doctora Nelva Araúz Reyes.